# Académie des sciences, lettres et arts d'Arras
L’Académie des sciences, lettres et arts d'Arras, ou plus simplement l'Académie d'Arras, est une société savante, fondée le 22 mai 1737 à Arras sous le nom d'Académie royale des belles-lettres. Elle fut supprimée, comme les autres académies, par la Convention nationale en 1793 et reconstituée en 1817 sous le nom de Société royale d'encouragement pour les sciences, les lettres et les arts.

L'Académie des sciences, lettres et arts d'Arras est une association loi de 1901.

## Historique

### Fondation
L'Académie des sciences, lettres et arts d'Arras trouve ses origines dans la réunion, au mois de mai 1737, d’un certain nombre de notables arrageois en Société afin de connaitre les écrits composés dans les différents États d’Europe, tels que tous les mémoires et journaux de tous les pays d’alors, ainsi que les nouvelles de la « République des Lettres », gazettes de France, d’Hollande, d’Utrecht, de Bâle, et généralement tous les périodiques, etc.
Le règlement du 22 mai 1737 fixait le nombre des associés ou membres de la Société à 50 au plus. La cotisation de 15 livres par an donnait droit au séjour dans la salle du cercle tous les jours, de 8 heures du matin jusqu’à midi, et de 2 heures jusqu’à 8 heures du soir. Le directeur était tiré au sort tous les mois ; l’élu pouvait, s’il le désirait, transmettre son titre à un autre. Tout se réglait par vote. L’adhésion à l’association devait être renouvelée chaque année. Les propositions pour les membres nouveaux étaient faites par le directeur et décidées au ballottage. On ne délibérait d’ordinaire que sur les ouvrages à faire venir ou à supprimer, et ce toujours au ballottage. Si le nombre des associés diminuait, on diminuerait la dépense ; si l’association venait à se dissoudre, le partage des objets se faisait entre les derniers membres demeurés fidèles.

### Modification des statuts
Le 7 décembre 1737, la Société adopta sept nouveaux statuts : elle se choisit un protecteur en la personne du prince d’Isenghien, lieutenant-général des armées du roi et de la province d’Artois, gouverneur des ville, cité et citadelle d'Arras, et commandant en chef dans ladite province ; un secrétaire perpétuel et trois bibliothécaires furent nommés ; il fut arrêté que chaque membre serait tenu de fournir quatre volumes par an, sous forme de prêt annuel, c’est-à-dire faisant retour au prêteur chaque année, en même temps qu’il en apportait quatre nouveaux ; il fut arrêté que l’occupation habituelle et spéciale des membres de la Société serait des études sur l’histoire et sur les délicatesses et la perfection de la langue ; une réunion hebdomadaire aura lieu tous les samedis à 3 heures ; des peines disciplinaires et l’exclusion même furent édictés contre ceux des membres qui se permettraient des railleries contre la personne ou les productions de ceux qui voudraient travailler, et le secret fut décrété sur tout ce qui se passerait dans les réunions ; le projet de lettres-patentes à solliciter du roi fut également arrêté. La séance du 30 avril 1738 montre le désir de suivre surtout l’exemple de l’Académie de Soissons. Le projet des statuts, en vingt articles, fut voté le 2 mai de la même année, et quelques dispositions réglementaires y furent jointes le 7 juin.
Dans un premier temps, la Société n’eut qu’une lettre ministérielle d’approbation. Dans la séance du 7 décembre 1737, elle avait demandé au prince d’Isenghien de vouloir bien obtenir du roi des lettres-patentes d’approbation en joignant à cette demande une copie des statuts adoptés dans la même séance. Le 22 mars 1738, la Société renouvela sa demande pour apprendre, le 30 avril suivant, que, selon le modèle des lettres patentes accordées à l’Académie de Soissons, la nouvelle Académie aurait le droit d’élire elle-même son protecteur, « à condition qu’il soit de l’Académie française » et que tous les ans, à la Saint-Louis, la nouvelle Académie enverrait un ouvrage de sa composition en prose ou en vers à l’Académie française. Insoucieuse de se plier à cette contrainte, la Société répondit qu’elle aimait mieux renoncer au titre supérieur d’Académie pour se borner à celui d’association littéraire, que d’accepter ce qui ne pouvait convenir au temps présent et n’était pas dans l’esprit de l’établissement proposé.

### L'Académie royale des belles-lettres
Les membres de la Société se contentèrent, en attendant, de la lettre d’approbation que le ministre d’Angervilliers, écrivit de la part du roi au prince d’Isenghien, approuvant l’élection de ce dernier comme protecteur, laissant toute facilité pour les statuts et promettant des lettres-patentes pour une époque ultérieure. Ce n’est qu’en 1773 qu’ils eurent des lettres-patentes érigeant la Société en Académie royale des belles-lettres, parfaitement indépendante, et à l’abri des deux clauses désobligeantes.
La Société loua d’abord à un notaire deux chambres qui s’avérèrent bientôt trop petites pour le nombre des associés. Elle occupa alors jusqu’au 6 juillet 1743 un second local sis au premier étage dans la maison d’un libraire de la Grande-Place loué cent vingt livres par an. Elle demeura ensuite jusqu’à la Révolution les pièces qui lui furent concédées, par son protecteur, le prince d’Isenghien, à l’hôtel même du Gouvernement.
La Société avait pris pour emblèmes « de jeunes aiglons, qui essayent leurs ailes sur le bord de leur nid », avec la devise : Nedum volalu audaci. Au nombre des premiers quarante membres, Pierre-Antoine de La Place était secrétaire-perpétuel mais, dès le 7 janvier 1741, Alexandre-Xavier Harduin fut nommé, en son absence, secrétaire faisant fonctions de secrétaire-perpétuel.

### Suppression de l'Académie royale des belles-lettres
Pendant la Révolution française, la Convention nationale décréta la suppression de toutes les académies fondées sous l'Ancien Régime. Le district d’Arras arrêta, le 12 septembre 1793, que les scellés seraient apposés sur les portes des appartements occupés par la ci-devant Société littéraire d’Arras. Quatre membres de l’Académie périrent sur l’échafaud : le Sergeant d’Hendecourt, Fruleux de Souchetz, de Lannoy de Beaurepaire et Boucquel de la Comté ; Briois père et Foacier de Ruzé moururent en prison.

### Renaissance de l'Académie
En 1817, lors de la reconstitution de l’Académie, neuf membres de l’Académie sur les vingt-neuf, lors de sa dissolution, vivaient, mais cinq seulement étaient à Arras ou aux environs et furent en réalité rétablis dans leur litre de membres ordinaires.

## Objectifs de l'académie
Le but de l'Académie des lettres, des arts et des sciences d'Arras est de favoriser toutes les formes d’activité intellectuelle et artistique et d’encourager les études relatives au département du Pas-de-Calais.
Elle publie régulièrement des Mémoires de l'Académie des sciences, lettres et arts d'Arras.

## Actions de l'académie
- Conférences publiques mensuelles ;
- Organisation de concours annuels : histoire, poésie, prose, langue picarde, musique ;
- Organisation de la biennale des Beaux-arts.

L'académie décerne un prix d'histoire pour les étudiants en master I et master II de l'université d’Artois.
L'académie mène aussi des actions auprès d'étudiants et de personnes dans le besoin.
Son lieux d’activité est l'hôtel de Guînes, 2 rue des Jongleurs. Les séances publiques ont lieu à 18 h les troisième mercredis du mois, sauf durant les vacances scolaires. Son adresse postale est « Académie des Sciences, Lettres et Arts d'Arras / Office culturel / 2 rue de la Douizième ».

## Sources
- Eugène Van Drival, Histoire de l’Académie d’Arras depuis sa fondation, en 1737, jusqu’à nos jours, Arras, A. Courtin, 1872, 334 p. (lire en ligne).
- Eugène Van Drival, Supplément à l'Histoire de l'Académie d'Arras, Arras : A. Courtin, 1878 [i.e. 1880]. (lire en ligne)